# علی‌اکرم همت‌زاده

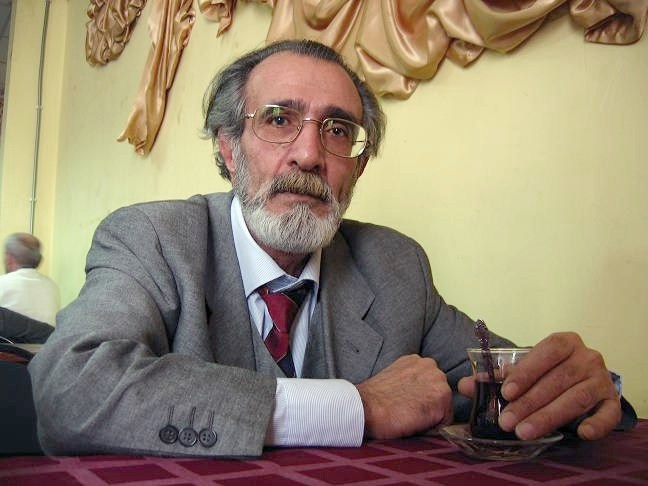
علی‌اکرم همت‌زاده ۲۰۰۹

علی‌اکرم همت‌زاده یا علی‌اکرم همت‌اف (زاده ۲۸ اکتبر ۱۹۴۸، درگذشت ۲۲ دسامبر ۲۰۲۲) نظامی، سیاستمدار، فعال حقوق بشر تالش جمهوری آذربایجان و  رئیس‌جمهور جمهوری خودگردان تالش-مغان (در سال ۱۹۹۳) و رهبر سابق جنبش ملی تالش بود.

## زندگی‌نامه
علی‌اکرم همت‌اف در سال ۱۹۴۳ در لریک آذربایجان به دنیا آمد. وی دانش‌آموخته انستیتو پلی‌تکنیک باکو است. پس از پایان دوران تحصیل مدیر یک کارخانه موتورسازی در شهر لنکران شد و با سودابه رسولف ازدواج نمود. فعالیت سیاسی‌اش را با احزاب آغاز کرد و خود نیز یکی از بنیان‌گذاران جبهه خلق آذربایجان بود. 
در سال ۱۹۹۳ عضو جبهه خلق و معاون وزیر دفاع جمهوری آذربایجان اعلام خودمختاری کرد و جمهوری خودگردان تالش-مغان را در قفقاز پدیدآورد. در همان زمان سرهنگ صورت حسین‌اف از گنجه نیز دست به کودتا زد و دولت ایلچی بیگ در یک محاصره گازانبری قرار گرفت.
حیدر علی یف پس از به قدرت رسیدن همت‌اف را زندانی ساخت و همین کار را نیز یا حسین‌اف انجام داد. 
دادگاه آذربایجان در سال ۱۹۹۵ وی را به اعدام محکوم کرد، اما پس از فشارهای گوناگون جهانی بر جمهوری آذربایجان این حکم به حبس ابد تخفیف داده شد.

## زندان
پس از فروپاشی این جمهوری خودگردان با حمله نظامی جمهوری آذربایجان به آن، همت‌زاده تا سال ۲۰۰۴ در زندان بسر برد. در این زمان وی بوسیله سازمان‌های جهانی حقوق بشر مانند عفو بین‌الملل و نیز شورای اروپا زندانی سیاسی شناخته شد. با درخواست شورای اروپا محاکمه‌ای دوباره برای وی صورت گرفت. به گزارش دیدبان حقوق بشر وی در دوران زندان تحت خشونت و بدرفتاری مأموران قرارگرفته بود.
سیدیکی کابا نماینده فدراسیون حقوق بشر، در نامهای سرگشاده به الهام علیف از وضعیت نابسامان همت‌زاده در زندان انفرادی و جلوگیری از کمک‌های پزشکی و غیره به او انتقاد کرده بود. « وی در زندان مبتلا به سل شد و همهٔ دندان‌هایش را از دست داد. به همین دلیل از زندان در سال ۲۰۰۴ آزاد اما تابعیت آذربایجانی از او گرفته شد از این رو از آن زمان تا اکنون در هلند به همراه خانواده‌اش زندگی می‌کند.

## شکایت از جمهوری آذربایجان
وی پس از ورود به هلند تحت بند ۳۴ بیانیه پاسداشت حقوق بشر و آزادی‌های بنیادین دو شکایت از جمهوری آذربایجان کرد که در هردو مورد جمهوری آذربایجان محکوم به پرداخت غرامتی معادل ۱۴۰۹۰ یورو شد. هلال محمدف و فخردین عباسف (نخست‌وزیر و رئیس مجلس جمهوری خودمختار تالش) از مسکو به داخل جمهوری آذربایجان برگشته‌اند تا حقوق تالش را احیا کنند.

## نامه به مردم ایران
همت‌زاده در مهرماه سال ۱۳۸۷ نامه‌ای سرگشاده به مردم ایران نوشت و ضمن اشاره به لغو قراردادهای گلستان و ترکمنچای پس از فروپاشی اتحاد جماهیر شوروی، از آن‌ها برای احقاق حقوق هموطنانشان آن‌سوی مرزها درخواست کمک نمود.